# Пролеткульт
Пролеткульт (скор. від Пролетарська культура) — в загальному сенсі культурна політика більшовицького уряду на чолі з Леніним у перші роки радянської влади. У вузькому сенсі - культурноосвітня і літературно-мистецька організація. Створена у вересні 1917 року.
Після Жовтневого перевороту в Петрограді 1917 року перебувала при народному комісаріаті освіти як добровільна організація пролетарської самодіяльності в різних сферах мистецтва. На 1920 року організація П. налічували майже 400 тис. осіб. Мала велику кількість літературних, театральних та образотворчих студій. Видавалися періодичні видання: «Горн», «Грядущее», «Гудки заводов», «Зори грядущего», «Пролетарская культура» та ін. Теоретики П. (О. Богданов, В. Плетньов, П. Керженцев, П. Лебедєв-Полянський, Ф. Калінін, П. Бессалько та ін.) обстоювали ідеї «чистої пролетарської культури», створеної без участі інтелігенції, відмовлялися від класичної спадщини.
Принципи П. були піддані критиці В. Леніним у проєкті резолюції «Про пролетарську культуру» (1920), промові на 3-му з'їзді Російської комуністичної спілки молоді (1920), замітках стосовно статті В. Плетньова (1922) та ЦК РКП(б) «Про Пролеткульт» (1920). Після цього діяльність П. пішла на спад. У середині 1920-х рр. перейшла у відання ВЦРПС.
1932 року припинла діяльність.

## Пролеткульт в Україні
В Україні діяльність організаї П. розгорнулася після 1917 року. Серед його активних діячів спочатку були В. Блакитний, Г. Коренєв, В. Коряк, Г. Михайличенко, З. Невський, Г. Пєтніков, С. Пилипенко, В. Сосюра та ін. На поч. 1921 року припадає спроба створити Всеукраїнський П.
На початку 1922 року було затверджено Всеукраїнське оргбюро П. Його друкованим органом став журнал «Зори грядущего». При агітпропі ЦК КП(б)У до березня 1923 року існувала Всеукраїнська рада П. Багато діячів П. поділяли погляди «боротьби двох культур» теорії, зокрема фактичний керівник П. З. Невський. Даний факт став причиною конфлікту серед пролеткультівців і відходу В. Блакитного та С. Пилипенка від участі в керівництві П.
Формально П. припинив своє існування в УСРР на початку 1924 року. Колишні активні діячі П. І. Волін, М. Кручінін, З. Невський, Р. Соболь, Р. Пельше, С. Радугін, А. Фролов утворили нову організацію — Всеукраїнську асоціацію пролетарських письменників. Продовжували існувати лише окремі «майстерні», які займалися, головним чином, театральною і клубною роботою.